# Antoine Rigaudeau
Antoine Rigaudeau, född 17 december 1971 i Cholet, Frankrike, är en fransk basketspelare som tog OS-silver 2000 i Sydney. Detta var Frankrikes första medalj på 52 år i herrbasket vid olympiska sommarspelen. Han har bland annat spelat för Virtus Bologna och vann Euroleague två år med detta lag.